# Betterton
Betterton è un comune degli Stati Uniti d'America, situato nello stato del Maryland, nella contea di Kent.